# FreeMeter
 (septembre 2023).
FreeMeter est un logiciel permettant de surveiller la performance d'un ordinateur en temps réel. C'est un partagiciel lancé en 1999, toujours mis à jour actuellement, qui permet notamment d'identifier la ou les cause(s) du ralentissement d'un ordinateur.
Il est uniquement disponible en version anglaise.

## Version gratuite
Dans sa version gratuite, le logiciel surveille les indicateurs suivants :
- l'utilisation du processeur ;
- l'utilisation de la mémoire RAM ;
- l'utilisation de la mémoire virtuelle ;
- l'utilisation de la bande passante d'échange d'information avec les disques durs.

## Version commerciale
Le prix de la version commerciale varie de 22 à 15 dollars américains selon le nombre de copies achetées. Cette version permet de surveiller les indicateurs additionnels suivants :
- l'espace utilisé sur les disques durs ;
- le nombre de pages par seconde lues ou écrites en mémoire virtuelle ;
- la quantité d'espace de fichiers actuellement en cache ;
- la quantité d'information échangée sur le ou les réseaux ;
- des informations sur l'utilisation du processeur et de la mémoire RAM par processus ;
- le temps réponse de commandes ping pour certains sites ;
- des informations plus détaillées sur la bande passante d'échange d'information avec les disques durs.
- et des possibilités additionnelles de paramétrage du logiciel.